# Sala da Assinatura

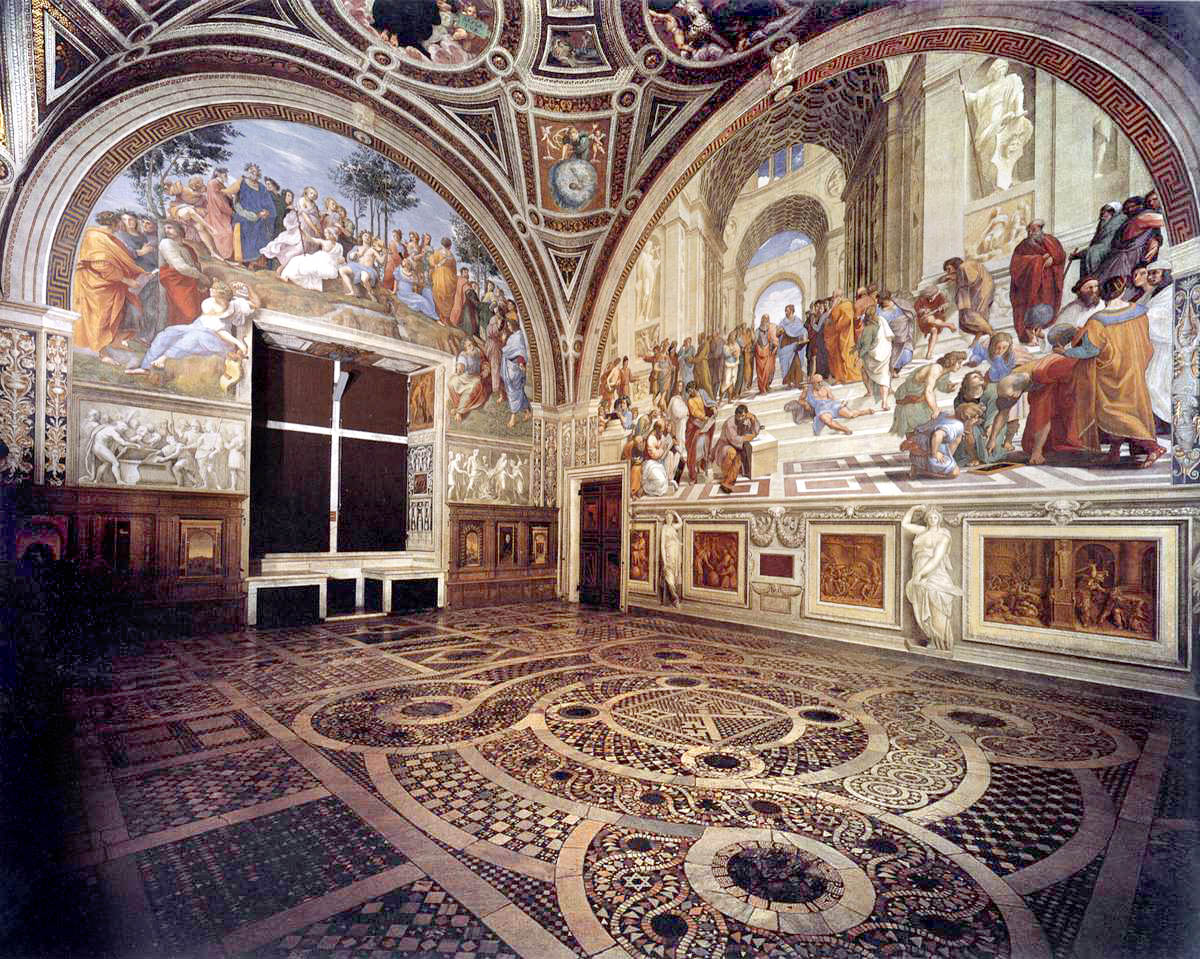
Rafael - Sala da Assinatura

A Sala da Assinatura (em italiano: Stanza della Segnatura) é um dos aposentos, hoje chamados Salas de Rafael, situado no Palácio Apostólico no Vaticano. Foi a primeira das salas a ser decorada pelo pintor renascentista italiano Rafael, entre 1508 e 1511.

## História
O ambiente leva o nome do mais alto tribunal da Santa Sé, o "Segnatura Gratiae et Iustitiae" (Assinatura da Graça e Justiça), presidido pelo pontífice. A julgar pelos temas dos afrescos, bem como pelas evidências relativas ao apelido da biblioteca superior em uso durante o pontificado do Papa Júlio II, presume-se que a sala se destinava a servir de estudo e biblioteca para o Papa; em todo o caso, imediatamente após a conclusão das obras, está documentado o uso que lhe deu o nome e desde 1513 o mestre de cerimónias apostólicas Paride Grassi designou a sala com o nome que ainda hoje mantém.
A decisão do Papa de se mudar para estes quartos do andar superior do Palácio Apostólico remonta a 26 de novembro de 1507 e esteve ligada à sua recusa em utilizar os espaços do Apartamento Borgia decorados por Pinturicchio, uma vez que não queria ser cercado pelas memórias de seu antecessor, Papa Alexandre VI.
Inicialmente, Júlio II confiou a decoração das novas salas a um seleto grupo de artistas, nomeadamente Luca Signorelli, Perugino, Jacopo Ripanda, Bramantino, Baldino Baldinelli, Cesare da Sesto, Sodoma, Lorenzo Lotto e Baldassarre Peruzzi. Rafael, provavelmente chamado por Bramante, arquiteto da Fabbrica di San Pietro, trocou Florença por Roma no verão de 1508 e integrou o grupo "presumivelmente" ao lado de Sodoma nos últimos meses de 1508.
Francesco Albertini, em seu Opusculum de mirabilibus novae et veteris Urbis Romae fala de pintores concertantes, como que para sublinhar a harmonia do grupo. Shearman, que relata a passagem de Albertini, sublinha o fato de que ao fazê-lo Júlio II perpetua o método utilizado pelo seu tio para a Capela Sistina.